# Альбер Удерзо
Альбер Удерзо (фран. Albert Uderzo; (25 квітня 1927 , Фім, Франція  — 24 березня 2020 , Неї-сюр-Сен, Франція ) — французький художник коміксів, один з авторів знаменитої серії коміксів про Астерікса.

## Біографія
Альбер Удерзо народився в місті Фім (департамент Марна), в родині італійських емігрантів. У дитинстві мріяв стати авіамеханіком, рано проявив талант до мистецтва. Також, коли Удерзо був дитиною, виявилося, що він частковий дальтонік: не розрізняє червоний від зеленого. Під час Другої світової війни молодий Удерзо перебрався у Бретань, де він працював на фермі і допомагав батькові в торгівлі меблями.
Кар'єру художника Удерзо почав у Парижі в 1945 році, де створив комікси Фламберже (спільно з Ем-Ре-Вілем) і Клопінар. У 1947—1948 роках Удерзо намалював комікси Беллуа (спільно з Жаном-Мішелем Шарльє), Айріс Бак і Принц Роллан.

## Робота з Ґосінні
У 1951 Удерзо знайомиться з Рене Ґосінні і вони починають роботу в паризькому офісі бельгійської компанії Уорлд Прес. Їх першим спільним проєктом став комікс Жан Пістолет. У 1959-му разом з іншими художниками вони засновують журнал «Пілот», в якому Ґосінні стає директором, а Удерзо — художнім директором.
28 жовтня того ж року виходить перший номер журналу в якому вперше з'являється Астерікс і через два роки, в 1961 виходить комікс Астерікс з Галії. До 1967 комікси про Астерікса стають настільки популярними, що Ґосінні і Удерзо вирішують повністю присвятити себе йому і відмовляються від інших проектів.
Після смерті Ґосінні (1977), Удерзо продовжує малювати комікси про Астерікса один.
У 1985 Удерзо стає Кавалером Ордена Почесного легіону.